# 西南財経大学
西南財経大学(せいなんざいけいだいがく, ピンイン：Xinan Caijing Daxue、英名：Southwestern University of Finance and Economics)は、四川省の成都市に所在する中華人民共和国の国立大学。1925年に創立された。
西南財経大学は中国教育部の211工程という拠点大学建設プロジェクト入りの経済系重点大学であり、一流の教師陣を擁し、財政学、経済学関連のほとんどの学科を有している。そのうち、理論経済、応用経済、商業管理の3学科は博士課程を有する一級学科で、政治経済と金融学の2学科は国家級の拠点学科と指定されており、また、教育部所管の唯一の金融研究機関として中国金融研究センターの他に、全部で19の博士課程、34の修士課程が置かれ、海外から学生募集のできる専攻は26となっている。 

## 沿革
- 1925年 - 前身の上海光華大学が開学。
- 1938年 - 大学の一部が成都へ移転。
- 1946年 - 私立成都大学が成立。
- 1978年 - 四川財経学院と改称。
- 1985年 - 西南財経大学と改称。

## 組織
- 金融学部
- 保険学部
- 経済学部
- 工商管理学部
- 会計学部
- 財税学部
- 統計学部
- 経済情報工学部
- 法学部
- 語言文化学部
- 国際商学部
- 公共管理学部
- マルクス主義学部
- 電子商務学部
- 国際教育学部
- 成人教育学部
- インターネット教育学部
- MBA教育中心
- 経済数学部
- 体育教学研究部

## 日本における協定校
- 千葉商科大学
- 立命館大学

部局間協定
- 長崎大学 経済学部